# Renate Winklbauer
Renate Winklbauer (* 15. September 1948) ist eine ehemalige österreichische Politikerin (SPÖ). Winklbauer war von 1989 bis 2005 Abgeordnete zum Landtag und Mitglied des Wiener Gemeinderats und von 2005 bis 2006 Bezirksvorsteherin des 22. Wiener Gemeindebezirks Donaustadt.
Nach dem Ausscheiden von Gertrude Stiehl rückte Winklbauer am 15. Dezember 1989 in den Wiener Landtag und Gemeinderat nach, wo sie im Kultur- und Wissenschaftsausschuss sowie im Stadtentwicklungs- und Verkehrsausschuss tätig war. Nach dem plötzlichen Tod von Bezirksvorsteher Franz-Karl Effenberg schied Winklbauer am 24. Februar 2005 aus dem Landtag und Gemeinderat aus und wechselte in die Bezirkspolitik, wo sie am 24. Februar 2005 in das Amt der Bezirksvorsteherin der Donaustadt gewählt wurde. Zu Beginn ihrer Amtszeit kündigte Winklbauer an, sich für die weitere Ansiedlung von Betrieben einzusetzen und die Erschließung des Flugfeldes Aspern voranzutreiben. Zudem plante sie die Errichtung neuer Gymnasien und weiterer Schulen. Schon bald wurde Winklbauer jedoch dafür kritisiert, dass sie Büromöbel für 22.000 Euro bestellt habe, obwohl die Räumlichkeiten der Bezirksvorstehung nur zwei Jahre zuvor renoviert und mit neuem Mobiliar ausgestattet worden seien. In der Folge wurde Norbert Scheed als Nachfolger ins Spiel gebracht, der Winklbauer schließlich am 22. Juni 2006 als Bezirksvorsteher ablöste.